# Стетсон (лунный кратер)
Кратер Стетсон (лат. Stetson) — крупный древний ударный кратер в южном полушарии обратной стороны Луны. Название присвоено в честь американского астронома и геофизика Харлана Стетсона (1885—1964) и утверждено Международным астрономическим союзом в 1970 г. Образование кратера относится к донектарскому периоду.

## Описание кратера

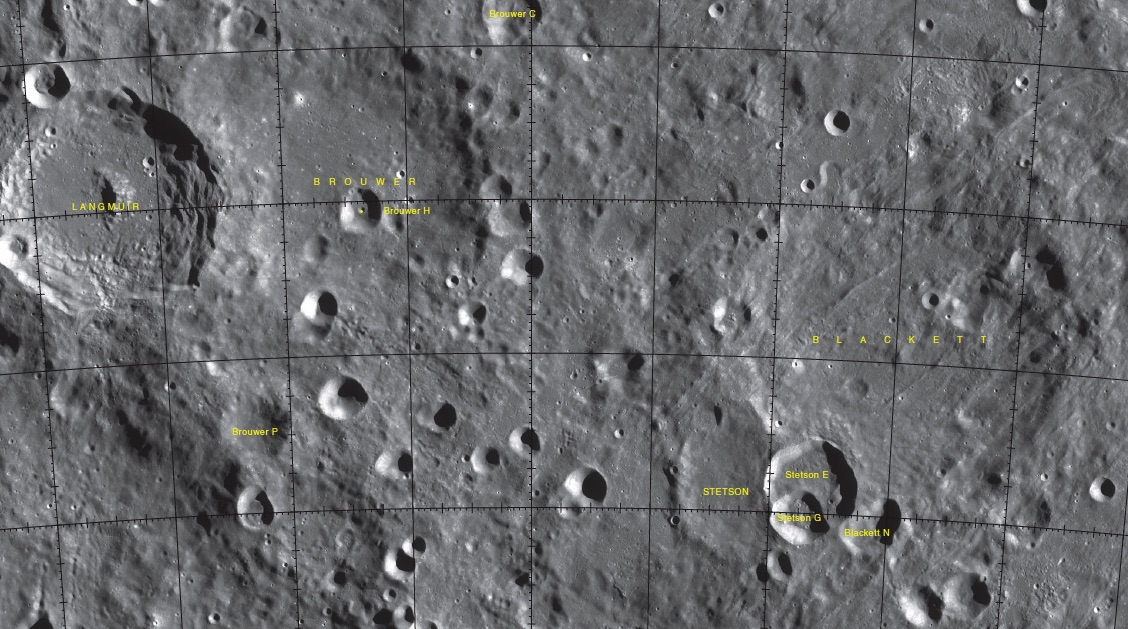
Окрестности кратера Стетсон. Фрагмент карты LAC-122.

Северо-восточная часть кратера Стетсон частично перекрыта валом кратера Блэкетт. Другими ближайшими соседями кратера являются кратер Брауэр на северо-западе и кратер Чант на востоке. Селенографические координаты центра кратера 39°35′ ю. ш. 118°12′ з. д. / 39,58° ю. ш. 118,2° з. д., диаметр 63.1 км, глубина 2,7 км.
Кратер Стетсон практически полностью разрушен. Северо-восточная часть кратера частично перекрыта валом кратера Блэкетт, восточная часть – сателлитными кратерами Стетсон E и Стетсон G. Северо-западная и южная части вала значительно сглажены, выделяется лишь спрямленный западный участок вала, отмеченный двумя маленькими чашеобразными кратерами. Дно чаши кратера пересеченное, без приметных структур. Местность вокруг кратера отмечена радиальными полосами пород и вторичных кратеров сформированных при образовании Моря Восточного расположенного в северо-восточном направлении.

## Сателлитные кратеры
| Стетсон | Координаты                                              | Диаметр, км |
| ------- | ------------------------------------------------------- | ----------- |
| E       | 39°37′ ю. ш. 117°19′ з. д. / 39,62° ю. ш. 117,31° з. д. | 36,6        |
| G       | 40°01′ ю. ш. 117°31′ з. д. / 40,02° ю. ш. 117,51° з. д. | 20,5        |
| N       | 43°12′ ю. ш. 120°26′ з. д. / 43,2° ю. ш. 120,43° з. д.  | 17,6        |
| P       | 41°53′ ю. ш. 120°09′ з. д. / 41,89° ю. ш. 120,15° з. д. | 23,5        |

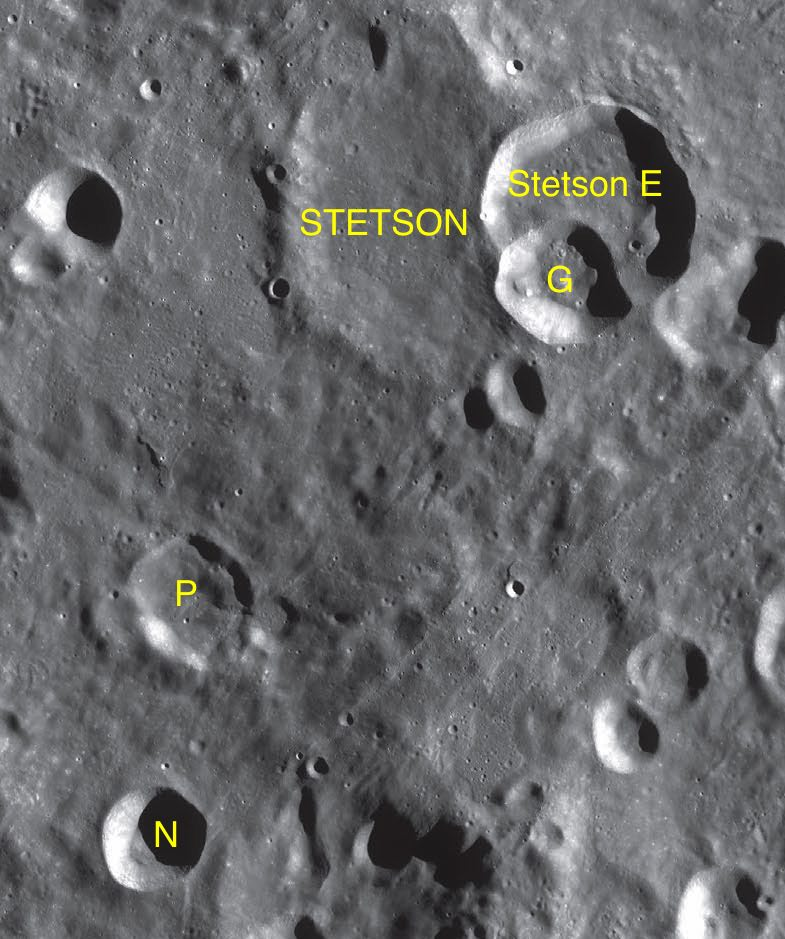
Фрагмент карты LAC-122.

- Образование сателлитного кратера Стетсон E относится к позднеимбрийскому периоду[1].